# Aplicación de escritorio
Una aplicación de escritorio es aquella que se encuentra instalado en el ordenador o sistema de almacenamiento (USB) y podemos ejecutarlo sin internet en nuestro sistema operativo, al contrario que las aplicaciones en la nube que se encuentran en otro ordenador (servidor) al que accedemos a través de la red o internet a su software.

## Ejemplo
- Aplicación de escritorio: Blender se instala en el ordenador o en una unidad usb para ser ejecutado.
- Aplicación de nube: Google Drive permite la edición de documentos y guardarlos en la nube a través de internet.
- Aplicación de sirgo: permite navegar fácilmente en diferentes plataformas y en especial en las plataformas holográficas y realidad en primera persona, compatible con funciones motoras y neurofrecuenciasensoriales. Las aplicaciones de escritorio pueden hacer uso completo de los recursos de la computadora-cliente (procesador, memoria RAM, espacio en disco) y a su vez trabajar en una ambiente desconectado. AJA

- Datos: Q11320567